# Timer (film)
Pour plus de détails, voir Fiche technique et Distribution.
Timer (stylisé TiMER) est un film américain réalisé par Jac Schaeffer, sorti en 2009.

## Synopsis
La compagnie TiMER fabrique une montre équipée d'un compte à rebours et qui sonne quand son possesseur entre en contact avec son âme-sœur. Ce dispositif a un taux de réussite de 98 %. Oona, une orthodontiste, possède un TiMER dont le compte à rebours n'est pas activé, ce qui signifie que son âme-sœur n'en possède pas, et elle commence à avoir des doutes sur l'efficacité réelle du dispositif. 

## Fiche technique
- Titre : TiMER
- Réalisation : Jac Schaeffer
- Scénario : Jac Schaeffer
- Photographie : Harris Charalambous
- Montage : Peter Samet
- Musique : Andrew Kaiser
- Décors : Maya Sigel
- Costumes : Yasmine Abraham
- Production : Jennifer Glynn, Rikki Jarrett et Jac Schaeffer
- Société de production : Truckbeef
- Pays de production :  États-Unis
- Langue originale : anglais
- Format : Couleurs - Dolby Digital - 35 mm
- Genre : Comédie romantique
- Durée : 99 minutes
- Dates de sortie : 
  - États-Unis : 26 avril 2009 (Festival du film de TriBeCa)
  - États-Unis : 14 mai 2010 (sortie limitée)

## Distribution
- Emma Caulfield : Oona O'Leary
- Michelle Borth : Steph DePaul
- John Patrick Amedori : Mikey Evers
- Desmond Harrington : Dan
- JoBeth Williams : Marion DePaul
- Kali Rocha : Patty
- Mark Harelik : Dr Serious
- John Ingle : Dutch
- Muse Watson : Rick O'Leary
- Tom Irwin : Paul Depaul

## Accueil
Le film a été présenté dans plusieurs festivals en 2009 et 2010, notamment à ceux de TriBeCa, de Sitges, de Bruxelles et d'Amsterdam, mais n'a connu qu'une sortie limitée au cinéma.
Il a reçu un accueil critique plutôt favorable, recueillant 58 % d'avis positifs, avec une note moyenne de 6,2/10 et sur la base de 12 critiques collectées, sur le site Rotten Tomatoes.